# イ・スヒョン (AKMU)
イ・スヒョン（李秀賢、이수현、1999年5月4日 - ）は、韓国の歌手。AKMU（旧称：楽童ミュージシャン）のメンバーである。YGエンターテインメント所属。

## 作品

### シングル
- I'm Different (2014年、イ・ハイとデュエット)
- Alien (2020年)

### フィーチャリング
- Goodbye sun, Goodbye moon (2014年、トイの歌)
- WHO AM I (2015年、スアの歌)

## 出演

### ウェブ番組
- 非正規者アイドル（2017年、Netflix）[1]
- YG未来戦略室（2018年、Netflix）

### テレビ番組
- 「K-POP STAR 2」（SBS、2012年 - 2013年)[2]

### ミュージックビデオ
- 「뜸(Hold)」(WINNER (音楽グループ) 2020年)[3]

## 受賞歴
- 「K-POP STAR 2」優勝（2012年）